# Atanazy (Parchomowicz)
Atanazy, imię świeckie: Wasilij Michajłowicz Parchomowicz (ur. 20 grudnia 1827?/1 stycznia 1828, zm. 23 sierpnia?/5 września 1910 w Monasterze Herbowieckim) – biskup Rosyjskiego Kościoła Prawosławnego pochodzenia ukraińskiego.

## Życiorys
Był synem kapłana prawosławnego. Ukończył seminarium duchowne w Połtawie, a następnie, w 1853, Kijowską Akademię Duchowną, uzyskując tytuł kandydata nauk teologicznych. Został zatrudniony na stanowisku inspektora szkoły duchownej w Kiszyniowie. W 1858 przyjął, jako mężczyzna żonaty, święcenia kapłańskie, zaś od 1860 był katechetą gimnazjum męskiego w tym samym mieście oraz kapelanem cerkwi św. Andrzeja przy gimnazjach męskim i żeńskim w Kiszyniowie. 19 lutego 1871 otrzymał godność protoprezbitera. Od 1875 do 1885 był p.o. rektora seminarium duchownego w Kiszyniowie, pełnił ponadto funkcję cenzora oficjalnego pisma eparchii.
W 1880 zmarła jego żona. Pięć lat później został mianowany rektorem seminarium w Kiszyniowie, zaś 9 marca 1885 złożył wieczyste śluby mnisze, przyjmując imię Atanazy. W tym samym roku otrzymał godność archimandryty. 9 czerwca 1885 wyświęcony na biskupa nowogrodzko-siewierskiego, wikariusza eparchii czernihowskiej. Po dwóch latach został przeniesiony do eparchii wiackiej i słobodzkiej, ponownie jako wikariusz, z tytułem biskupa sarapulskiego. W 1891 objął katedrę jekaterynburską i irbicką. Od 1894 był biskupem dońskim i nowoczerkaskim. W 1908 został przeniesiony w stan spoczynku z wyznaczonym miejscem pobytu w Monasterze Herbowieckim. Tam też dwa lata później zmarł.